# Deptford Bridge (DLR)

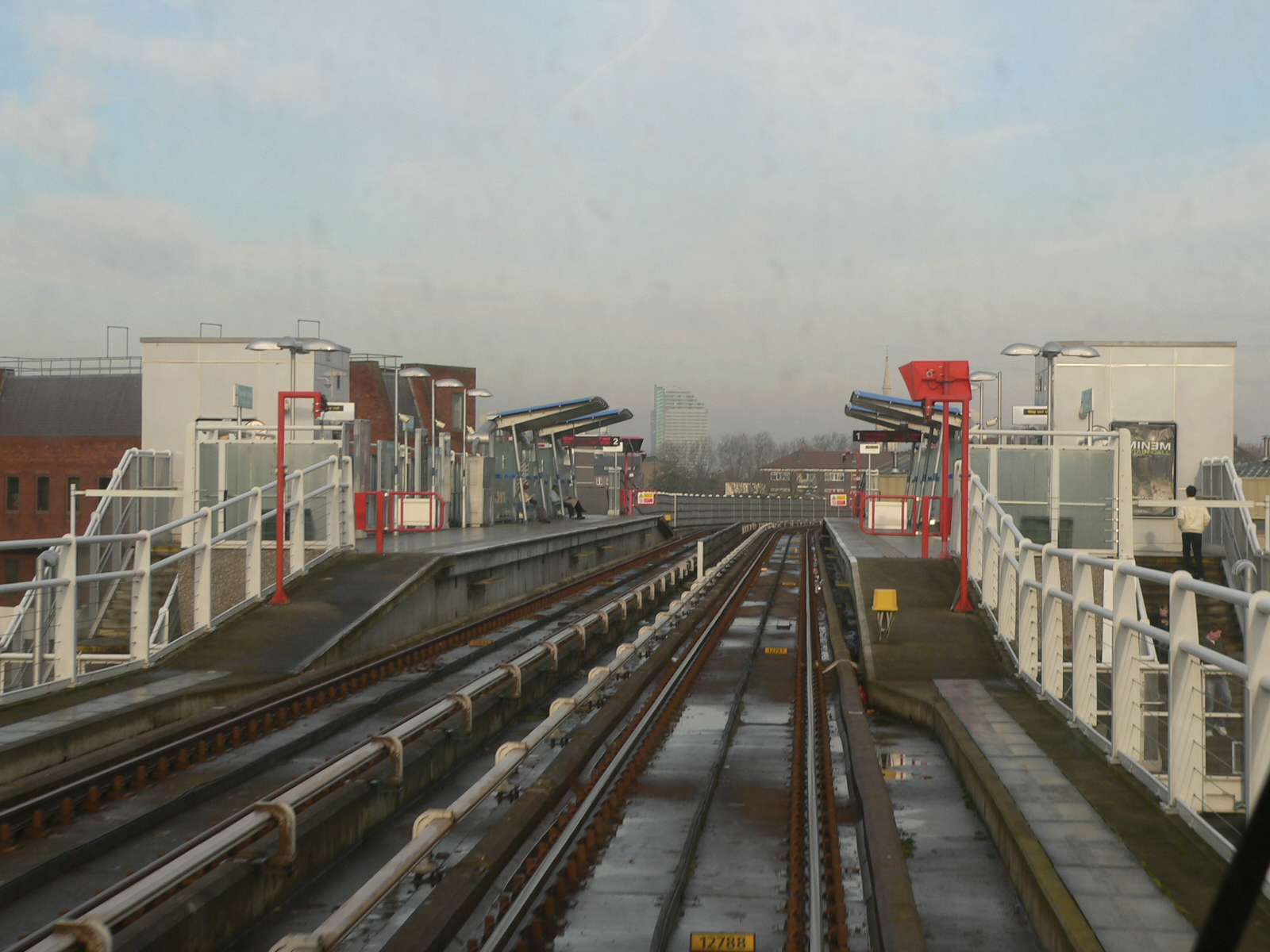
Station Deptford Bridge

Deptford Bridge ist eine Station der Docklands Light Railway (DLR) im Londoner Stadtbezirk Royal Borough of Greenwich. Sie liegt an der Grenze der Travelcard-Tarifzone 2 und 3, an der gleichnamigen Brücke über den Fluss Ravensbourne. Diese Brücke, über die heute die Fernverkehrsstraße A2 führt, war im Jahr 1497 Schauplatz der Schlacht von Deptford Bridge gewesen, dem Höhepunkt der kornischen Rebellion.
Die Eröffnung der Station erfolgte am 20. November 1999, zusammen mit dem Teilstück zwischen Crossharbour und Lewisham. Sie befindet sich auf einem Beton-Viadukt über dem rechten Flussufer. Zwischen dem Bahnhof Greenwich und Deptford Bridge gibt es einen knapp 500 Meter langen Abschnitt, auf dem die Strecke nicht weniger als vier Mal den Fluss überquert.